# Artisti nazionali cecoslovacchi
Il seguente elenco comprende 316 artisti cecoslovacchi insigniti dallo Stato del titolo onorifico di artista nazionale fra il 1945 e il 1989. Di essi 221 sono cechi e 95 sono slovacchi.

## Elenco
| Numero | Nome                          | Attività                            | Data di nomina | Nazionalità | Note                                                |
| ------ | ----------------------------- | ----------------------------------- | -------------- | ----------- | --------------------------------------------------- |
| 1.     | Josef Hora                    | scrittore                           | 1945           | ceca        | in memoriam                                         |
| 2.     | Petr Bezruč                   | poeta                               | 1945           | ceca        |                                                     |
| 3.     | Ludvík Kuba                   | pittore                             | 1945           | ceca        |                                                     |
| 4.     | Václav Rabas                  | pittore                             | 1945           | ceca        |                                                     |
| 5.     | Václav Špála                  | pittore                             | 1945           | ceca        |                                                     |
| 6.     | Max Švabinský                 | pittore                             | 1945           | ceca        |                                                     |
| 7.     | Josef Bohuslav Foerster       | compositore                         | 1945           | ceca        |                                                     |
| 8.     | Janko Jesenský                | poeta                               | 1945           | slovacca    |                                                     |
| 9.     | Stanislav Kostka Neumann      | poeta                               | 1945           | ceca        |                                                     |
| 10.    | Vítězslav Novák               | compositore                         | 1945           | ceca        |                                                     |
| 11.    | Dušan Jurkovič                | architetto                          | 1945           | slovacca    |                                                     |
| 12.    | Fráňa Šrámek                  | poeta                               | 1946           | ceca        |                                                     |
| 13.    | Karel Toman                   | poeta                               | 1946           | ceca        |                                                     |
| 14.    | Jaroslav Kvapil               | poeta                               | 1946           | ceca        |                                                     |
| 15.    | Antonín Procházka             | pittore                             | 1946           | ceca        | in memoriam                                         |
| 16.    | Václav Vydra                  | attore                              | 1946           | ceca        |                                                     |
| 17.    | Ladislav Šaloun               | scultore                            | 1946           | ceca        |                                                     |
| 18.    | Vladislav Vančura             | scrittore                           | 1946           | ceca        | in memoriam                                         |
| 19.    | Jan Heřman                    | pianista                            | 1946           | ceca        |                                                     |
| 20.    | Ferdiš Kostka                 | ceramista                           | 1946           | slovacca    |                                                     |
| 21.    | Ivan Krasko                   | poeta                               | 1946           | slovacca    |                                                     |
| 22.    | Vilém Zítek                   | cantante lirico                     | 1946           | ceca        |                                                     |
| 23.    | Ľudmila Podjavorinská         | scrittrice                          | 1947           | slovacca    |                                                     |
| 24.    | Leopolda Dostalová            | attrice                             | 1947           | ceca        |                                                     |
| 25.    | Marie Majerová                | scrittrice                          | 1947           | ceca        |                                                     |
| 26.    | Růžena Nasková                | attrice                             | 1947           | ceca        |                                                     |
| 27.    | Božena Slančíková-Timrava     | scrittrice                          | 1947           | slovacca    |                                                     |
| 28.    | Josef Lada                    | pittore                             | 1947           | ceca        |                                                     |
| 29.    | František Langer              | scrittore                           | 1947           | ceca        |                                                     |
| 30.    | Ivan Olbracht                 | scrittore                           | 1947           | ceca        |                                                     |
| 31.    | Anna Maria Tilschová          | scrittrice                          | 1947           | ceca        |                                                     |
| 32.    | Ladislav Zelenka              | violoncellista                      | 1947           | ceca        |                                                     |
| 33.    | Josef Skupa                   | burattinaio                         | 1948           | ceca        |                                                     |
| 34.    | Jiří Kroha                    | architetto                          | 1948           | ceca        |                                                     |
| 35.    | Peter Jilemnický              | scrittore                           | 1949           | slovacca    | in memoriam                                         |
| 36.    | Otakar Jeremiáš               | compositore                         | 1950           | ceca        |                                                     |
| 37.    | Otýlie Beníšková              | attrice                             | 1952           | ceca        |                                                     |
| 38.    | Fraňo Kráľ                    | scrittore                           | 1953           | slovacca    |                                                     |
| 39.    | Vítězslav Nezval              | scrittore                           | 1953           | ceca        |                                                     |
| 40.    | Marie Pujmanová               | scrittrice                          | 1953           | ceca        |                                                     |
| 41.    | Martin Benka                  | pittore                             | 1953           | slovacca    |                                                     |
| 42.    | Jaroslav Průcha               | attore                              | 1953           | ceca        |                                                     |
| 43.    | František Smolík              | attore                              | 1953           | ceca        |                                                     |
| 44.    | Zdeněk Štěpánek               | attore                              | 1953           | ceca        |                                                     |
| 45.    | Emil František Burian         | regista e compositore               | 1954           | ceca        |                                                     |
| 46.    | Jan Škoda                     | regista                             | 1954           | ceca        |                                                     |
| 47.    | Zdenka Baldová                | attrice                             | 1955           | ceca        |                                                     |
| 48.    | Andrej Bagar                  | attore                              | 1955           | slovacca    |                                                     |
| 49.    | Janko Borodáč                 | attore                              | 1955           | slovacca    |                                                     |
| 50.    | Karel Pokorný                 | scultore                            | 1956           | ceca        |                                                     |
| 51.    | Mikuláš Schneider-Trnavský    | compositore                         | 1956           | slovacca    |                                                     |
| 52.    | Václav Talich                 | direttore d'orchestra               | 1957           | ceca        |                                                     |
| 53.    | Jindřich Jindřich             | compositore                         | 1957           | ceca        |                                                     |
| 54.    | Eugen Suchoň                  | compositore                         | 1958           | slovacca    |                                                     |
| 55.    | Zdeněk Chalabala              | direttore d'orchestra               | 1958           | ceca        |                                                     |
| 56.    | Marta Krásová                 | cantante lirica                     | 1958           | ceca        |                                                     |
| 57.    | Jan Lauda                     | scultore                            | 1958           | ceca        |                                                     |
| 58.    | Vincenc Makovský              | scultore                            | 1958           | ceca        |                                                     |
| 59.    | Zdeněk Otava                  | cantante lirico                     | 1958           | ceca        |                                                     |
| 60.    | Ladislav Pešek                | attore                              | 1958           | ceca        |                                                     |
| 61.    | Vlastimil Rada                | pittore                             | 1958           | ceca        |                                                     |
| 62.    | Jaroslav Vojta                | attore                              | 1958           | ceca        |                                                     |
| 63.    | Jarmila Glazarová             | scrittrice                          | 1959           | ceca        |                                                     |
| 64.    | Vojtěch Sedláček              | pittore                             | 1959           | ceca        |                                                     |
| 65.    | Marie Podvalová               | cantante lirica                     | 1960           | ceca        |                                                     |
| 66.    | Maria Tauberová               | cantante lirica                     | 1960           | ceca        |                                                     |
| 67.    | Karel Nový                    | scrittore                           | 1960           | ceca        |                                                     |
| 68.    | Karel Svolinský               | pittore                             | 1961           | ceca        |                                                     |
| 69.    | Oľga Borodáčová               | attrice                             | 1961           | slovacca    |                                                     |
| 70.    | Hana Meličková                | attrice                             | 1961           | slovacca    |                                                     |
| 71.    | Jarmila Urbánková             | attrice                             | 1962           | ceca        |                                                     |
| 72.    | Vincenc Beneš                 | pittore                             | 1963           | ceca        |                                                     |
| 73.    | Jiří Trnka                    | pittore                             | 1963           | ceca        |                                                     |
| 74.    | Jan Werich                    | attore e scrittore                  | 1963           | ceca        |                                                     |
| 75.    | Antonín Pelc                  | pittore                             | 1963           | ceca        |                                                     |
| 76.    | Ľudovít Fulla                 | pittore                             | 1963           | slovacca    |                                                     |
| 77.    | Václav Bednář                 | cantante lirico                     | 1963           | ceca        |                                                     |
| 78.    | Beno Blachut                  | cantante lirico                     | 1963           | ceca        |                                                     |
| 79.    | Jan Pivec                     | attore                              | 1963           | ceca        |                                                     |
| 80.    | Miloš Alexander Bazovský      | pittore                             | 1964           | slovacca    |                                                     |
| 81.    | Janko Alexy                   | pittore                             | 1964           | slovacca    |                                                     |
| 82.    | Eduard Haken                  | cantante lirico                     | 1964           | ceca        |                                                     |
| 83.    | Karel Höger                   | attore                              | 1964           | ceca        |                                                     |
| 84.    | Josef Štefan Kubín            | scrittore                           | 1964           | ceca        |                                                     |
| 85.    | Ladislav Novomeský            | poeta                               | 1964           | slovacca    |                                                     |
| 86.    | Jaroslav Fragner              | architetto                          | 1965           | ceca        |                                                     |
| 87.    | Martin Frič                   | regista                             | 1965           | ceca        |                                                     |
| 88.    | Jiřina Šejbalová              | attrice                             | 1965           | ceca        |                                                     |
| 89.    | Emil Belluš                   | architetto                          | 1965           | slovacca    |                                                     |
| 90.    | Stanislav Neumann             | attore                              | 1965           | ceca        |                                                     |
| 91.    | Vladimír Šmeral               | attore                              | 1965           | ceca        |                                                     |
| 92.    | Ján Cikker                    | compositore                         | 1966           | slovacca    |                                                     |
| 93.    | Jan Zrzavý                    | pittore                             | 1966           | ceca        |                                                     |
| 94.    | František Hrubín              | poeta                               | 1966           | ceca        |                                                     |
| 95.    | Jaroslav Seifert              | poeta                               | 1966           | ceca        |                                                     |
| 96.    | Vilém Závada                  | poeta                               | 1966           | ceca        |                                                     |
| 97.    | Josef Budský                  | regista teatrale                    | 1966           | ceca        |                                                     |
| 98.    | Ján Blaho                     | cantante lirico                     | 1966           | slovacca    |                                                     |
| 99.    | Karel Ančerl                  | direttore d'orchestra               | 1966           | ceca        |                                                     |
| 100.   | Jaroslav Krombholc            | direttore d'orchestra               | 1966           | ceca        |                                                     |
| 101.   | Bohuš Záhorský                | attore                              | 1966           | ceca        |                                                     |
| 102.   | Jozef Kostka                  | scultore                            | 1966           | slovacca    | nipote dell'artista nazionale Ferdiš Kostka         |
| 103.   | Alexander Moyzes              | compositore                         | 1966           | slovacca    |                                                     |
| 104.   | Ján Smrek                     | poeta                               | 1966           | slovacca    |                                                     |
| 105.   | Vilém Nowak                   | pittore                             | 1967           | ceca        |                                                     |
| 106.   | Ladislav Vycpálek             | compositore                         | 1967           | ceca        |                                                     |
| 107.   | Adolf Hoffmeister             | pittore e scrittore                 | 1967           | ceca        |                                                     |
| 108.   | Jan Slavíček                  | pittore                             | 1967           | ceca        |                                                     |
| 109.   | Josef Brož                    | pittore                             | 1967           | ceca        |                                                     |
| 110.   | Ivan Stodola                  | scrittore                           | 1967           | slovacca    |                                                     |
| 111.   | Antonín Strnadel              | pittore                             | 1967           | ceca        |                                                     |
| 112.   | Vladimír Holan                | poeta                               | 1968           | ceca        |                                                     |
| 113.   | Mária Kišonová-Hubová         | cantante lirica                     | 1968           | slovacca    | moglie dell'artista nazionale Mikuláš Huba          |
| 114.   | Miroslav Kůra                 | ballerino e coreografo              | 1968           | ceca        |                                                     |
| 115.   | Karel Plicka                  | musicista e regista                 | 1968           | ceca        |                                                     |
| 116.   | Olga Scheinpflugová           | attrice e scrittrice                | 1968           | ceca        |                                                     |
| 117.   | Josef Svoboda                 | scenografo                          | 1968           | ceca        |                                                     |
| 118.   | Eduard Kohout                 | attore                              | 1968           | ceca        |                                                     |
| 119.   | Alfréd Radok                  | regista                             | 1968           | ceca        | titolo revocato (decisione del presidente, 1972)    |
| 120.   | Olga Skálová                  | ballerina e coreografa              | 1968           | ceca        |                                                     |
| 121.   | František Tröster             | scenografo                          | 1968           | ceca        |                                                     |
| 122.   | Rudolf Deyl                   | attore                              | 1968           | ceca        |                                                     |
| 123.   | František Stupka              | violinista e direttore d'orchestra  | 1968           | ceca        | in memoriam                                         |
| 124.   | Vincent Hložník               | pittore                             | 1968           | slovacca    |                                                     |
| 125.   | Ján Mudroch                   | pittore                             | 1968           | slovacca    | in memoriam                                         |
| 126.   | Fraňo Štefunko                | scultore                            | 1968           | slovacca    |                                                     |
| 127.   | Jiří Steimar                  | attore                              | 1968           | ceca        | morto il giorno del conferimento                    |
| 128.   | Paľo Bielik                   | regista e attore                    | 1968           | slovacca    |                                                     |
| 129.   | Ján Kadár                     | regista                             | 1968           | slovacca    | titolo revocato (decisione del presidente, 1972)    |
| 130.   | Elmar Klos                    | regista                             | 1968           | ceca        |                                                     |
| 131.   | Otakar Vávra                  | regista                             | 1968           | ceca        |                                                     |
| 132.   | Bohuslav Fuchs                | architetto                          | 1968           | ceca        |                                                     |
| 133.   | Karel Lidický                 | scultore                            | 1968           | ceca        |                                                     |
| 134.   | Margita Česányiová            | cantante lirica                     | 1968           | slovacca    |                                                     |
| 135.   | Ján Kostra                    | poeta                               | 1969           | slovacca    |                                                     |
| 136.   | Alexander Matuška             | critico letterario                  | 1969           | slovacca    |                                                     |
| 137.   | Ján Želibský                  | pittore                             | 1969           | slovacca    |                                                     |
| 138.   | Helena Bartošová-Schützová    | cantante lirica                     | 1970           | slovacca    |                                                     |
| 139.   | Ján Jamnický                  | attore                              | 1970           | slovacca    |                                                     |
| 140.   | Karel Zeman                   | regista                             | 1970           | ceca        |                                                     |
| 141.   | Jaroslav Grus                 | pittore                             | 1970           | ceca        |                                                     |
| 142.   | Adolf Zábranský               | pittore                             | 1970           | ceca        |                                                     |
| 143.   | Jiří Dohnal                   | attore                              | 1971           | ceca        |                                                     |
| 144.   | Jarmila Kurandová             | attrice                             | 1971           | ceca        |                                                     |
| 145.   | Jaroslav Marvan               | attore                              | 1971           | ceca        |                                                     |
| 146.   | Dezider Milly                 | pittore                             | 1971           | slovacca    |                                                     |
| 147.   | Andrej Plávka                 | scrittore                           | 1971           | slovacca    |                                                     |
| 148.   | Ján Poničan                   | scrittore                           | 1971           | slovacca    |                                                     |
| 149.   | Rudolf Pribiš                 | scultore                            | 1971           | slovacca    |                                                     |
| 150.   | Hermína Týrlová               | regista di cartoni animati          | 1971           | ceca        |                                                     |
| 151.   | Richard Wiesner               | pittore                             | 1971           | ceca        |                                                     |
| 152.   | Ladislav Černý                | violista                            | 1971           | ceca        |                                                     |
| 153.   | Bohumír Dvorský               | pittore                             | 1971           | ceca        |                                                     |
| 154.   | František Foltýn              | pittore                             | 1972           | ceca        |                                                     |
| 155.   | Jozef Kollár                  | pittore                             | 1972           | slovacca    |                                                     |
| 156.   | Vítězslav Vejražka            | attore                              | 1972           | ceca        |                                                     |
| 157.   | Pavol Horov                   | poeta                               | 1972           | slovacca    |                                                     |
| 158.   | Július Nemčík                 | pittore                             | 1972           | slovacca    |                                                     |
| 159.   | Břetislav Benda               | scultore                            | 1973           | ceca        |                                                     |
| 160.   | Josef Rybák                   | scrittore                           | 1973           | ceca        |                                                     |
| 161.   | Mikuláš Huba                  | attore                              | 1973           | slovacca    | marito dell'artista nazionale Mária Kišonová-Hubová |
| 162.   | Viliam Záborský               | attore                              | 1973           | slovacca    |                                                     |
| 163.   | Karel Steklý                  | regista                             | 1973           | ceca        |                                                     |
| 164.   | Mária Medvecká                | pittrice                            | 1974           | slovacca    |                                                     |
| 165.   | Štefan Králik                 | drammaturgo                         | 1974           | slovacca    |                                                     |
| 166.   | Margita Figuli-Šusterová      | scrittrice                          | 1974           | slovacca    |                                                     |
| 167.   | Libuše Domanínská-Vyčichlová  | cantante lirica                     | 1974           | ceca        |                                                     |
| 168.   | Miloš Václav Kratochvíl       | scrittore                           | 1974           | ceca        |                                                     |
| 169.   | Josef Malejovský              | scultore                            | 1974           | ceca        |                                                     |
| 170.   | Karel Souček                  | pittore                             | 1974           | ceca        |                                                     |
| 171.   | Josef Toman                   | scrittore                           | 1974           | ceca        |                                                     |
| 172.   | Marta Drottnerová             | ballerina e coreografa              | 1975           | ceca        | donna più giovane a ricevere il titolo              |
| 173.   | Otto Eckert                   | scultore                            | 1975           | ceca        |                                                     |
| 174.   | František Lýsek               | maestro del coro                    | 1975           | ceca        |                                                     |
| 175.   | Bohumil Říha                  | scrittore                           | 1975           | ceca        |                                                     |
| 176.   | Karel Štěch                   | pittore                             | 1975           | ceca        |                                                     |
| 177.   | Milada Šubrtová               | cantante lirica                     | 1975           | ceca        |                                                     |
| 178.   | Jiří Taufer                   | poeta                               | 1975           | ceca        |                                                     |
| 179.   | Ladislav Čemický              | pittore                             | 1975           | slovacca    |                                                     |
| 180.   | Dezider Kardoš                | compositore                         | 1975           | slovacca    |                                                     |
| 181.   | Vladimír Mináč                | scrittore                           | 1975           | slovacca    |                                                     |
| 182.   | Ladislav Vychodil             | scenografo                          | 1975           | slovacca    |                                                     |
| 183.   | Vladimír Bahna                | regista e sceneggiatore             | 1976           | slovacca    |                                                     |
| 184.   | Elena Holéczyová              | artista tessile e scrittrice        | 1976           | slovacca    |                                                     |
| 185.   | Cyril Bouda                   | pittore                             | 1976           | ceca        |                                                     |
| 186.   | Václav Dobiáš                 | compositore                         | 1976           | ceca        |                                                     |
| 187.   | František Jiroudek            | pittore                             | 1976           | ceca        |                                                     |
| 188.   | Jan Seidel                    | compositore                         | 1976           | ceca        |                                                     |
| 189.   | Václav Smetáček               | musicista                           | 1976           | ceca        |                                                     |
| 190.   | Ivo Žídek                     | cantante lirico                     | 1976           | ceca        |                                                     |
| 191.   | František Kovářík             | attore                              | 1976           | ceca        |                                                     |
| 192.   | Jan Bauch                     | pittore e scultore                  | 1977           | ceca        |                                                     |
| 193.   | Orest Dubay                   | pittore                             | 1977           | slovacca    |                                                     |
| 194.   | Václav Neumann                | direttore d'orchestra               | 1977           | ceca        |                                                     |
| 195.   | Vilém Přibyl                  | cantante lirico                     | 1977           | ceca        |                                                     |
| 196.   | Ladislav Slovák               | direttore d'orchestra               | 1977           | slovacca    |                                                     |
| 197.   | Josef Suk                     | compositore                         | 1977           | ceca        |                                                     |
| 198.   | Miroslav Válek                | poeta                               | 1977           | ceca        |                                                     |
| 199.   | František Jílek               | direttore d'orchestra               | 1978           | ceca        |                                                     |
| 200.   | Václav Kaplický               | scrittore                           | 1978           | ceca        |                                                     |
| 201.   | Jozef Kroner                  | attore                              | 1978           | slovacca    |                                                     |
| 202.   | Vladimír Menšík               | attore                              | 1978           | ceca        |                                                     |
| 203.   | Vojtech Mihálik               | poeta                               | 1978           | slovacca    |                                                     |
| 204.   | Andrej Očenáš                 | compositore                         | 1978           | slovacca    |                                                     |
| 205.   | Jiřina Petrovická             | attrice                             | 1978           | ceca        |                                                     |
| 206.   | Martin Růžek                  | attore                              | 1978           | ceca        |                                                     |
| 207.   | Ludvika Smrčková              | artista del cristallo               | 1978           | ceca        |                                                     |
| 208.   | František Studený             | pittore                             | 1978           | slovacca    |                                                     |
| 209.   | Lev Šimák                     | pittore                             | 1978           | ceca        |                                                     |
| 210.   | Karol Zachar                  | attore e regista teatrale           | 1978           | slovacca    |                                                     |
| 211.   | Ladislav Fialka               | attore                              | 1979           | ceca        |                                                     |
| 212.   | Alois Fišárek                 | pittore                             | 1979           | ceca        |                                                     |
| 213.   | Přemysl Kočí                  | cantante lirico                     | 1979           | ceca        |                                                     |
| 214.   | Vilma Vrbová-Kotrbová         | pittrice                            | 1979           | ceca        |                                                     |
| 215.   | Oldřich Lipský                | regista                             | 1979           | ceca        |                                                     |
| 216.   | Vladimír Neff                 | scrittore                           | 1979           | ceca        |                                                     |
| 217.   | Josef Páleníček               | pianista e compositore              | 1979           | ceca        |                                                     |
| 218.   | Jiří Pauer                    | compositore                         | 1979           | ceca        |                                                     |
| 219.   | Jiří Sequens                  | regista                             | 1979           | ceca        |                                                     |
| 220.   | Ivan Skála                    | scrittore                           | 1979           | ceca        |                                                     |
| 221.   | Jozef Fabini                  | pittore                             | 1979           | slovacca    |                                                     |
| 222.   | Ján Kulich                    | scultore                            | 1979           | slovacca    |                                                     |
| 223.   | Karol Machata                 | attore                              | 1979           | slovacca    |                                                     |
| 224.   | Július Pántik                 | attore                              | 1979           | slovacca    |                                                     |
| 225.   | Mária Procházková-Kráľovičová | attrice                             | 1979           | slovacca    |                                                     |
| 226.   | Jan Kozák                     | scrittore                           | 1980           | ceca        |                                                     |
| 227.   | Július Lörincz                | pittore                             | 1980           | slovacca    |                                                     |
| 228.   | Miroslava Pešíková            | ballerina                           | 1980           | ceca        |                                                     |
| 229.   | František Rauch               | pianista                            | 1980           | ceca        |                                                     |
| 230.   | Jozef Šturdík                 | pittore                             | 1980           | slovacca    |                                                     |
| 231.   | Drahomíra Tikalová            | cantante lirica                     | 1980           | ceca        |                                                     |
| 232.   | Josef Veselka                 | maestro del coro                    | 1980           | ceca        |                                                     |
| 233.   | Miloš Axman                   | scultore                            | 1981           | ceca        |                                                     |
| 234.   | Václav Hilský                 | architetto                          | 1981           | ceca        |                                                     |
| 235.   | Emil Hlobil                   | compositore                         | 1981           | ceca        |                                                     |
| 236.   | Miloš Kirschner               | burattinaio                         | 1981           | ceca        |                                                     |
| 237.   | Elena Kittnarová              | cantante lirica                     | 1981           | slovacca    |                                                     |
| 238.   | Miloš Nedbal                  | attore                              | 1981           | ceca        |                                                     |
| 239.   | Jiří Němeček                  | coreografo e ballerino              | 1981           | ceca        |                                                     |
| 240.   | Arnošt Paderlík               | pittore                             | 1981           | ceca        |                                                     |
| 241.   | Karel Vacek                   | compositore                         | 1981           | ceca        |                                                     |
| 242.   | Tibor Bártfay                 | scultore                            | 1981           | slovacca    |                                                     |
| 243.   | Karel Berman                  | cantante lirico                     | 1982           | ceca        |                                                     |
| 244.   | Ignác Bizmayer                | ceramista                           | 1982           | slovacca    |                                                     |
| 245.   | Miroslav Florian              | scrittore                           | 1982           | ceca        |                                                     |
| 246.   | Ladislav Chudík               | attore                              | 1982           | slovacca    |                                                     |
| 247.   | Zdeněk Kovář                  | industrial designer                 | 1982           | ceca        |                                                     |
| 248.   | Zdeněk Pluhař                 | scrittore                           | 1982           | ceca        |                                                     |
| 249.   | Jan Simota                    | scultore                            | 1982           | ceca        |                                                     |
| 250.   | Karel Stehlík                 | pittore                             | 1982           | ceca        |                                                     |
| 251.   | Václav Trojan                 | compositore                         | 1982           | ceca        |                                                     |
| 252.   | Oto Ferenczy                  | compositore                         | 1983           | slovacca    |                                                     |
| 253.   | Maša Haľamová                 | poetessa                            | 1983           | slovacca    |                                                     |
| 254.   | Naděžda Kniplová-Pokorná      | cantante lirica                     | 1983           | ceca        |                                                     |
| 255.   | Alois Sopr                    | scultore                            | 1983           | ceca        |                                                     |
| 256.   | Josef Větrovec                | attore                              | 1983           | ceca        |                                                     |
| 257.   | Bohdan Warchal                | direttore d'orchestra               | 1983           | slovacca    |                                                     |
| 258.   | Vilém Wünsche                 | pittore                             | 1983           | ceca        |                                                     |
| 259.   | Jaroslav Balík                | regista                             | 1984           | ceca        |                                                     |
| 260.   | Peter Dvorský                 | cantante lirico                     | 1984           | slovacca    | artista nazionale più giovane                       |
| 261.   | František Filipovský          | attore                              | 1984           | ceca        |                                                     |
| 262.   | Jan Hána                      | scultore                            | 1984           | ceca        |                                                     |
| 263.   | Zdeněk Košler                 | direttore d'orchestra               | 1984           | ceca        |                                                     |
| 264.   | Rudolf Moric                  | scrittore                           | 1984           | slovacca    |                                                     |
| 265.   | Jiřina Švorcová               | attrice                             | 1984           | ceca        |                                                     |
| 266.   | Gabriela Beňačková-Čápová     | cantante lirica                     | 1985           | slovacca    |                                                     |
| 267.   | Albín Brunovský               | pittore                             | 1985           | slovacca    |                                                     |
| 268.   | Oldřich Flosman               | compositore                         | 1985           | ceca        |                                                     |
| 269.   | Tibor Frešo                   | compositore e direttore d'orchestra | 1985           | slovacca    |                                                     |
| 270.   | Karel Gott                    | cantante                            | 1985           | ceca        |                                                     |
| 271.   | Jan Habarta                   | scultore                            | 1985           | ceca        |                                                     |
| 272.   | Karel Hofman                  | pittore                             | 1985           | ceca        |                                                     |
| 273.   | Jana Jonášová                 | cantante lirica                     | 1985           | ceca        |                                                     |
| 274.   | Radomír Kolář                 | pittore                             | 1985           | ceca        |                                                     |
| 275.   | Miloš Kopecký                 | attore                              | 1985           | ceca        |                                                     |
| 276.   | Július Lenko                  | poeta                               | 1985           | slovacca    |                                                     |
| 277.   | Jan Pilař                     | poeta                               | 1985           | ceca        |                                                     |
| 278.   | Ladislav Snopek               | scultore                            | 1985           | slovacca    |                                                     |
| 279.   | Věra Soukupová                | cantante lirica                     | 1985           | ceca        |                                                     |
| 280.   | Antonín Švorc                 | cantante lirico                     | 1985           | ceca        |                                                     |
| 281.   | Václav Zítek                  | cantante lirico                     | 1985           | ceca        |                                                     |
| 282.   | Vlastimil Brodský             | attore                              | 1988           | ceca        |                                                     |
| 283.   | Věra Drnková-Zářecká          | artista tessile                     | 1988           | ceca        |                                                     |
| 284.   | Gejza Dusík                   | compositore                         | 1988           | slovacca    |                                                     |
| 285.   | Jan Hanuš                     | compositore                         | 1988           | ceca        |                                                     |
| 286.   | Jana Hlaváčová                | attrice                             | 1988           | ceca        |                                                     |
| 287.   | Miloslav Holub                | attore                              | 1988           | ceca        |                                                     |
| 288.   | Rudolf Hrušínský              | attore                              | 1988           | ceca        |                                                     |
| 289.   | Cyril Chramosta               | pittore                             | 1988           | ceca        |                                                     |
| 290.   | Václav Kašlík                 | compositore e direttore d'orchestra | 1988           | ceca        |                                                     |
| 291.   | František Kožík               | scrittore                           | 1988           | ceca        |                                                     |
| 292.   | Andrej Lettrich               | regista                             | 1988           | slovacca    |                                                     |
| 293.   | Ondrej Malachovský            | cantante lirico                     | 1988           | slovacca    |                                                     |
| 294.   | Lubomír Malý                  | violista                            | 1988           | ceca        |                                                     |
| 295.   | Milan Novák                   | compositore                         | 1988           | slovacca    |                                                     |
| 296.   | Klára Patakiová               | scultrice                           | 1988           | slovacca    |                                                     |
| 297.   | Arpád Račko                   | scultore                            | 1988           | slovacca    |                                                     |
| 298.   | Ludvík Ráža                   | regista                             | 1988           | ceca        |                                                     |
| 299.   | Ota Sklenčka                  | attore                              | 1988           | ceca        |                                                     |
| 300.   | Rudolf Svoboda                | scultore                            | 1988           | ceca        |                                                     |
| 301.   | Jaromír Tomeček               | scrittore                           | 1988           | ceca        |                                                     |
| 302.   | Martin Ťapák                  | regista                             | 1988           | slovacca    |                                                     |
| 303.   | František Vláčil              | regista                             | 1988           | ceca        |                                                     |
| 304.   | Vlastimil Harapes             | maestro di ballo                    | 1989           | ceca        |                                                     |
| 305.   | Ota Hofman                    | scrittore                           | 1989           | ceca        |                                                     |
| 306.   | Jiří Marek                    | scrittore                           | 1989           | ceca        |                                                     |
| 307.   | Otmar Mácha                   | compositore                         | 1989           | ceca        |                                                     |
| 308.   | Václav Rabas                  | organista                           | 1989           | ceca        | omonimo del pittore artista nazionale               |
| 309.   | Zuzana Růžičková-Kalabisová   | pianista e clavicembalista          | 1989           | ceca        |                                                     |
| 310.   | Jarmila Šuláková-Schmidtová   | cantante                            | 1989           | ceca        |                                                     |
| 311.   | Jindřich Wielgus              | scultore                            | 1989           | ceca        |                                                     |
| 312.   | Alfonz Bednár                 | scrittore                           | 1989           | slovacca    |                                                     |
| 313.   | Štefan Nosáľ                  | coreografo                          | 1989           | slovacca    |                                                     |
| 314.   | Ľudovít Rajter                | compositore                         | 1989           | slovacca    |                                                     |
| 315.   | Štefan Uher                   | regista                             | 1989           | slovacca    |                                                     |
| 316.   | Jindřich Praveček             | direttore d'orchestra e compositore | 1989           | ceca        |                                                     |